# Тимко Форостина
Тимко́  (?) Форости́на (зг. 1649) — військовий діяч доби Хмельниччини, отаман Обухівської сотні Київського полку. 

## Життєпис
Отаман Форостина або його батьки походили з Волині. Родина переселилася до Надросся в пошуках вільних земель й осіла у Кошеві. Коли вибухнула Визвольна війна 1648—1657 років, Форостина приєднався до війська Богдана Хмельницького. За свої військові й організаторські здібності козаки Обухівської сотні Київського полку обрали Форостину отаманом. Служив під командуванням сотника Яцька Красовського.
Після підписання Білоцерківської угоди 1651 року в Кошеві створили Кошівську сотню, яку, імовірно, очолив місцевий козацькій діяч Тимко (?) Форостина.
Нащадки отамана, власне, Форостини, а також Форостюки і Форостиненки (прізвища похідні від Форостини), які належали до стану селян-власників, у XVIII—XIX ст. розселилися на півдні Київщини і Черкащині: із Кошева до Мармуліївки, Долотецького, Монастирища, Умані, Канева, Росави, Сагунівки.